# Poesiomat (Hřbitov Malvazinky)
Poesiomat na Hřbitově Malvazinky v Praze na Smíchově se nachází u hlavního vchodu.

## Historie
Poesiomat byl postaven v roce 2021 podle návrhu Ondřeje Kobzy. Tento jukebox na poezii má podobu železné roury s ohybem, která vyčnívá z dlažby. Lze si na něm vybrat hlasy umělců, kteří jsou zde pohřbeni, například Egona Bondyho, Ladislava Klímy, Mejly Hlavsy, Milana Machovce či Petra Lébla, nebo písně Evy Pilarové a Karla Gotta.